# 덕항산
덕항산(德項山)은 대한민국 강원특별자치도 삼척시 신기면과 하장면에 걸쳐 자리하고 있는 높이 1,071m의 산이다. 산 중턱에 지하 금강산이라 불리는 동양 최대 크기의 석회암 동굴인 환선굴이 있어 천연기념물 제178호로 지정되어 있다.

## 같이 보기
- 한국의 산